# Frontière entre le Kazakhstan et le Kirghizistan
La frontière entre le Kazakhstan et le Kirghizistan forme une ligne de 1 051 kilomètres qui sépare le nord du Kirghizistan et le sud-est du Kazakhstan. Elle débute à l’ouest au tripoint formé par la frontière entre ces deux pays et l’Ouzbékistan et se dirige vers l’est jusqu’à la triple frontière constituée par les confins du Kazakhstan et du Kirghizistan avec ceux de la Chine. À l’est, elle passe près du sommet du Jengish Chokusu, du lac Yssyk Koul au Kirghizistan, et du Khan Tengri au Kazakhstan.

## Caractéristiques
Cette frontière est traversée par l’antique route de la soie. Elle borde d'ouest en est les provinces de Talas, de Tchouï et d'Yssykköl au Kirghizistan, et les oblys du Kazakhstan-Méridional, de Djamboul et d'Almaty au Kazakhstan.

## Passages

### Points de passage ferroviaires
Il n'y a qu'une seule ligne qui relie les deux pays.
| Code UIC | Ligne du Kazakhstan | Gare du Kazakhstan | Opérateur | Ligne du Kirghizistan | Gare du Kirghizistan | Opérateur | Remarques                   |
| -------- | ------------------- | ------------------ | --------- | --------------------- | -------------------- | --------- | --------------------------- |
| 1211     | Turksib             | Lugovoy (kk)       | KTZ       |                       | -                    | KTJ       | Voie unique non électrifiée |